# Prohatschekia stocki
Prohatschekia stocki is een eenoogkreeftjessoort uit de familie van de Hatschekiidae. De wetenschappelijke naam van de soort is voor het eerst geldig gepubliceerd in 1990 door Kabata.